# Мухаммад Шах (Бруней)
Мухаммад Шах (? — 1402, по другим данным — 1415) — первый султан Брунея и основатель султаната Бруней-Даруссалам, правивший в 1363—1402 или 1405—1415 годах.
Генеалогия Мухаммад Шаха неясна , и основана на нескольких исторических источниках и легендах.

## Биография
Приняв в 1363 году ислам, он стал первым мусульманским правителем Брунея. До принятия ислама носил имя Аванг Алак Бетатар. Нынешний султанат Брунея был сформирован Мухаммадом Шахом с помощью его братьев Аванга Патеха Бербая (также известного как Ахмад, второй султан Брунея) и Аванга Семауна.
Он правил как Раджа Аванг Алак Бетатар до начала 1360-х годов, после чего он принял ислам, чтобы жениться на дочери короля Темасика (Старый Сингапур), известный в то время в Брунее как Джохор)..
Скончался в 1402 или 1415 году. Ему наследовал его сын, Абдул Маджид Хасан, ставший вторым султаном Брунея.
Есть свидетельства того, что на нынешней территории Брунея ранее существовала другая мусульманская династия.